# Лопес, Франсиско Солано
Франси́ско Сола́но Ло́пес Карри́льо (исп. Francisco Solano López Carrillo; 24 июля 1827, Манора, Асунсьон, Парагвай — 1 марта 1870, Серро Кора, Амамбай, Парагвай) — парагвайский государственный деятель, маршал армии Республики (Mariscal de los Ejércitos de la República) (с 5 марта 1865 года), военный министр Парагвая (1855—1862 годы), временно исполняющий обязанности Президента (вице-президент) с 10 сентября по 16 октября 1862 года, с 16 октября 1862 года — президент Парагвая до 15 августа 1869 (отстранён от должности, но продолжал исполнять обязанности до своей смерти). Был старшим сыном президента Карлоса Антонио Лопеса, от которого и унаследовал пост лидера страны. В мировой исторической науке, художественной литературе и мемуаристике его считают честолюбивым, возможно — самоуверенным, а возможно — даже «неадекватным». Также принято считать его ответственным за развязывание Парагвайской войны 1864—1870 годов, во время которой был верховным главнокомандующим парагвайской армии, сражавшейся против тройственного альянса соседних государств (Аргентина, Бразилия, Уругвай).

## Биография
Родился в 1827 году в пригороде Асунсьона. В 1844 году его отец, правивший страной, сделал молодого сына бригадным генералом парагвайской армии. В связи с тем, что в соседней Аргентине практически не прекращалась гражданская война, вдоль парагвайско-аргентинской границы были размещены войска, и Франсиско Солано Лопес стал их главнокомандующим.
В 1853 году Франсиско Солано Лопес был направлен в Европу в качестве чрезвычайного и полномочного министра в Великобритании, Франции и Сардинском королевстве. Провёл в Европе полтора года, был военным наблюдателем во время Крымской войны, посещал занятия во французской военной академии Сен-Сир. Во время пребывания в Париже сошёлся с куртизанкой Элизой Линч, которую взял с собой в Парагвай.
Вернувшись на родину в 1855 году, Франсиско Солано Лопес стал министром обороны и занялся модернизацией парагвайской армии. В 1857 году был назначен вице-президентом страны. Когда в 1862 году скончался его отец, Франсиско Солано Лопес созвал Конгресс, и открытым голосованием был избран президентом страны на срок 10 лет.
Став президентом, Лопес продолжил политику экономического протекционизма и внутреннего развития, проводимую его предшественниками, однако порвал со стратегией изоляционизма. Чтобы быть в состоянии противостоять двум основным державам региона — Аргентине и Бразилии — Лопес активно развивал военную промышленность, а также стал союзником уругвайского президента Бернардо Пруденсио Берро. Вскоре в Уругвае началась гражданская война, а затем туда вторглись бразильцы, которые привели к власти Венансио Флореса. Чтобы помочь своим союзникам, парагвайским войскам требовалось пройти через территорию Аргентины, но та отказалась их пропустить. Тогда Парагвай объявил войну Аргентине, и в результате стал воевать против трёх стран одновременно.
Войну в итоге Парагвай проиграл, сам Лопес погиб в самом конце войны, в бою 1 марта 1870 года. Его отряд численностью около 200 человек скрывался от преследования превосходящих сил союзников, однако лагерь парагвайцев был обнаружен и уничтожен. Лопеса убили при попытке переплыть реку, его последними словами были «Я умираю вместе с моей родиной!»

## Личная жизнь
Отец — Карлос Антонио Лопес (4 ноября 1790 — 10 сентября 1862), президент и фактический диктатор Парагвая в период с 1844 до 1862 года.
Любовница и фактически первая леди Парагвая — Элиза Линч, которая родила от него семерых детей:
- Хуан Франсиско Лопес[исп.] (1855—1870)
- Корина (1856—1857)
- Энрике (1858—1917)
- Федерико (1860—1904)
- Карлос (1861—1924)
- Леопольдо (1862—1870)
- Мигель Марсиаль (1866—1867)